# Severin Nioule
Severin Nioule né le 3 mars 2005 à Abidjan en Côte d'Ivoire, est un footballeur ivoirien qui évolue au poste d'ailier gauche au BK Häcken.

## Biographie

### En club
Né à Abidjan en Côte d'Ivoire, Severin Nioule est formé dans son pays natal par l'ASEC Mimosas. Il rejoint la Suède et le BK Häcken le 31 juillet 2023, signant un contrat de quatre ans et demi, soit jusqu'en décembre 2027,.
Il joue son premier match en professionnel avec le club suédois le 25 juillet 2024 contre le F91 Dudelange, lors d'une rencontre qualificative pour la phase de groupe de la Ligue Conférence 2024-2025 en entrant en jeu à la place de Zeidane Inoussa. Son équipe l'emporte par six buts à deux. Il fait sa première apparition dans l'Allsvenskan, l'élite du football suédois, le 28 juillet 2024, lors de la seizième journée de la saison 2024 contre le Västerås SK. Il entre en jeu à la place de Zeidane Inoussa et son équipe s'impose par quatre buts à zéro.
Il joue la finale de la Coupe de Suède le 29 mai 2025 où son équipe affronte le Malmö FF. Häcken s'impose après une séance de tirs au but et il remporte ainsi son premier trophée.

## Palmarès
BK Häcken
- Coupe de Suède :
  - Vainqueur : 2024-2025.